# Konstytucja Chile z 1833 roku
Konstytucja Chile z 1833 roku - została przyjęta 25 maja 1833 roku. Obowiązywała przez 92 lata - do 1925 roku. Jej twórcami byli: Diego Portales, Mariano Egaña i Manuel José Gandarillas. Składała się ze 168 artykułów i przepisów przejściowych. Ustanawiała Chile republiką prezydencką z prezydentem wybieranym przez kolegium elektorów na pięć lat, władzę ustawodawczą powierzała Kongresowi Narodowemu złożonemu z dwóch izb: Senatu również wybieranego przez elektorów i Izbie Deputowanych pochodzącej z wyborów powszechnych. Władza sądownicza była wyraźnie oddzielona od pozostałych i spoczywała w rękach niezawisłych sądów.